# Stenocercus crassicaudatus
Stenocercus crassicaudatus — вид ігуаноподібних ящірок родини Tropiduridae. Ендемік Перу.

## Поширення і екологія
Stenocercus crassicaudatus мешкають в гірському масиві Кордильєра-де-Урубамба в Перуанських Андах, в регіоні Куско. Вони живуть у вологих гірських тропічних лісах, на висоті від 1060 до 2500 м над рівнем моря.